# Salzburg-Umgebung
Het politieke district Salzburg-Umgebung in de Oostenrijkse deelstaat Salzburg ligt in het centrum van Oostenrijk, ten noorden van het geografisch middelpunt. Het district ligt in het noorden van de deelstaat Salzburg en grenst in het westen aan de Duitse deelstaat Beieren. Salzburg-Umgebung vormt samen met de stad Salzburg (een zelfstandig district) de streek Flachgau. Er wonen ongeveer 157.440 mensen (2023). Het district bestaat uit een aantal steden en gemeenten, die hieronder zijn opgesomd.

## Onderverdeling

### Steden
- Neumarkt am Wallersee (5420)
  - Lengroid, Maierhof, Matzing, Neufahrn, Neumarkt am Wallersee, Pfongau, Schalkham, Sighartstein, Sommerholz, Thalham, Wallersee-Ostbucht, Wertheim
- Oberndorf bei Salzburg (5431)
  - Haidenöster, Oberndorf bei Salzburg
- Seekirchen am Wallersee (9344)
  - Bayerham, Brunn, Fischtaging, Halberstätten, Huttich, Kothgumprechting, Kraiham, Mayerlehen, Mödlham, Ried, Schmieding, Schmiedkeller, Schöngumprechting, Seekirchen am Wallersee, Seewalchen, Waldprechting, Wies, Wimm, Wimmsiedlung, Zaisberg

## Gemeenten
Marktgemeinden
- Eugendorf (6118)
  - Eugenbach, Eugendorf, Kalham, Kirchberg, Knutzing, Neuhofen, Pebering, Reitberg, Schaming, Schwaighofen
- Grödig (6638)
  - Eichet, Glanegg, Grödig, Sankt Leonhard
- Mattsee (2850)
- Obertrum (4208)
  - Au, Mühlbach, Obertrum am See
- Straßwalchen (6752)
  - Aigelsbrunn, Außerroid, Bodenberg, Bruckmoos, Brunn, Fißlthal, Haarlacken, Haidach, Haslach, Hüttenedt, Innerroid, Irrsdorf, Jagdhub, Latein, Neuhofen, Pfenninglanden, Rattensam, Roidwalchen, Ruckling, Stadlberg, Steindorf, Stockham, Straßwalchen, Taigen, Voglhub, Watzlberg, Winkl
- Thalgau (6712)
  - Egg, Enzersberg, Leithen, Oberdorf, Thalgau, Thalgauberg, Unterdorf, Vetterbach

Gemeinden
- Anif (4048)
  - Anif, Neu-Anif, Niederalm
- Anthering (3108)
  - Acharting, Anthering, Anzfelden, Berg, Gollacken, Kobl, Lehen, Ried, Schönberg, Trainting, Wald, Wurmassing, Würzenberg
- Bergheim (4839)
  - Bergheim, Lengfelden, Muntigl, Plain, Voggenberg
- Berndorf (1578)
  - Berndorf bei Salzburg, Großenegg, Großenegg
- Bürmoos (4418)
- Dorfbeuern (1392)
  - Au, Breitenlohe, Buchach, Dorfbeuern, Michaelbeuern, Reitsberg, Scherhaslach, Schönberg, Thalhausen, Vorau, Wagnerfeld, Wagnergraben
- Ebenau (1348)
  - Ebenau, Hinterebenau, Hinterwinkl, Unterberg, Vorderschroffenau
- Elixhausen (2681)
- Elsbethen (5117)
  - Elsbethen, Elsbethen, Gfalls, Glasenbach, Hinterwinkl, Höhenwald, Oberwinkl, Vorderfager, Zieglau
- Faistenau (2850)
  - Alm, Anger, Faistenau, Lidaun, Ramsau, Tiefbrunnau, Vordersee, Wald
- Fuschl am See (1334)
- Göming (607)
  - Bulharting, Dreimühlen, Göming, Gunsering, Kemating, Mittergöming, Reinberg
- Großgmain (2416)
- Hallwang (3499)
  - Berg, Esch, Hallwang, Zilling
- Henndorf am Wallersee (4647)
  - Berg, Enzing, Fenning, Hankham, Hatting, Henndorf am Wallersee, Hof, Oelling, Wankham
- Hintersee (460)
  - Hintersee, Lämmerbach
- Hof (3405)
  - Elsenwang, Gitzen, Hinterschroffenau, Hof bei Salzburg, Vorderelsenwang
- Koppl (3037)
  - Guggenthal, Habach, Heuberg, Koppl, Ladau, Winkl
- Köstendorf (2453)
  - Enharting, Gramling, Helming, Hilgertsheim, Kleinköstendorf, Köstendorf, Spanswag, Tannham, Tödtleinsdorf, Weng
- Lamprechtshausen (3140)
  - Asten, Ausserfürt, Bruck, Gresenberg, Hausmoning, Innerfürt, Knotzing, Lamprechtshausen, Loipferding, Maxdorf, Niederarnsdorf, Nopping, Oberarnsdorf, Reicherting, Riedlkam, Sankt Alban, Schmieden, Schwerting, Stockham, Weidental, Wildmann, Willenberg
- Nußdorf am Haunsberg (2176)
  - Altsberg, Durchham, Eisping, Gastein, Hainbach, Hochberg, Irlach, Kleinberg, Kroisbach, Lauterbach, Liersching, Lukasedt, Nußdorf am Haunsberg, Olching, Pabing, Pinswag, Reinharting, Rottstätt, Schlößl, Schröck, Steinbach, Waidach, Weitwörth
- Plainfeld (1131)
- St. Georgen bei Salzburg (2728)
  - Aglassing, Au, Bruckenholz, Helmberg, Holzhausen, Irlach, Jauchsdorf, Königsberg, Krögn, Moospirach, Obereching, Ölling, Roding, Sankt Georgen bei Salzburg, Seethal, Untereching, Vollern
- St. Gilgen (3683)
  - Gschwand, Laim, Oberburgau, Pöllach, Ried, Sankt Gilgen, Unterburgau, Winkl
- Schleedorf (882)
- Seeham (1677)
  - Matzing, Seeham
- Strobl (3453)
  - Aigen, Gschwendt, Strobl, Weißenbach
- Wals-Siezenheim (11.024)
  - Gois, Himmelreich, Käferheim, Kleßheim, Rott, Schwarzenbergkaserne, Siezenheim, Viehhausen, Wals, Walserberg